# Istodniki
Istodniki (ros. Истодники) – przystanek kolejowy w miejscowości Wysielki, w rejonie rybnieńskim, w obwodzie riazańskim, w Rosji. Położony jest na linii Moskwa – Riazań.